# Schwarzmilzferner
Der Schwarzmilzferner ist ein kleiner Gletscher in den Allgäuer Alpen. Seit dem Abschmelzen von Hochalpferner und Hochvogelgletscher in den letzten 100 Jahren ist der Schwarzmilzferner der einzige Gletscher der Region.

## Lage
Der Schwarzmilzferner liegt südlich der Mädelegabel und östlich der Hochfrottspitze auf Tiroler Boden, unmittelbar jenseits der deutsch-österreichischen Grenze. Seine mittlere Höhe von 2450 m ist im Vergleich zu anderen, zentralalpinen Gletschern auffallend gering.

## Gestalt
Der Schwarzmilzferner ist heute eine konkav gewölbte Firnfläche ohne Spalten oder sonstige Anzeichen von Bewegung. Da kein Abfluss sichtbar ist, kann davon ausgegangen werden, dass das Schmelzwasser in den Felsklüften des hier dominierenden Hauptdolomits versickert. Bei der letzten Vermessung im Jahr 1985 umfasste die Ausdehnung des Schwarzmilzferners etwa 9 ha. Die mittlere Geländeneigung beträgt etwa 20 Grad. Die mittlere Exposition ist ostsüdöstlich.

## Vermessung und Erforschung
Die ersten kartographischen Erfassungen des Schwarzmilzferners sind im Atlas Tyrolensis von Peter Anich und Blasius Hueber aus dem Jahr 1774 und der Karte der deutsch-österreichischen Grenzkommission von circa 1855 zu finden.
Um 1870 fand eine Landesaufnahme im Maßstab 1:25.000 durch das k.u.k. Militärgeographische Institut statt, die 1887 wiederholt wurde. Eine Höhenliniendarstellung des Gletschers findet sich in der Alpenvereinskarte aus dem Jahr 1907.
1952 wurde eine erste Luftbildbefliegung durchgeführt, weitere Befliegungen folgten 1965, 1971, 1979 und 1983. Aus den letzten drei Luftbildpaaren leitete die Technische Universität München Höhenschichtungspläne im Maßstab 1:2500 ab.
In den 1980er Jahren war der Schwarzmilzferner Thema zweier Diplomarbeiten: Roland Mader verglich die Topographie des Gletschers für die Jahre 1903, 1952, 1971 und 1985. Joachim Schug untersuchte Massenhaushaltswerte und klimatische Bedingungen des Schwarzmilzferners. Außerdem bestimmte Christoph Mayer in einer Studienarbeit die Eisdicke des Schwarzmilzferners anhand von geoelektrischen Tiefensondierungen.

## Massenhaushalt
Der Schwarzmilzferner verdankt seine Existenz einer ungewöhnlich hohen Akkumulation. Wie Schugs Messungen ergaben, ist seine Nettoakkumulation circa 500 mm höher als der Niederschlag in vergleichbaren Höhenlagen. Erklären lässt sich diese extreme Akkumulation „erstens und vor allem aus dem regionalen Niederschlagsmaximum, das am Alpennordrand zwischen Oberstdorf und Schröcken auftritt, zweitens aus der Lage im Lee der Hochfrottspitze, welche die Ablagerung von windverfrachtetem Schnee fördert, und drittens aus dem Zutrag von Lawinenschnee von den Flanken der Hochfrottspitze und der Mädelegabel“. Aus Lawinen können laut Schugs Berechnungen maximal 25 % der Akkumulation stammen. Die Ablation des Schwarzmilzferners weist keine Besonderheiten auf.

## Ergebnis der geoelektrischen Eisdickenmessung
Mayer führte im September 1985 geoelektrische Eisdickenmessungen an mehreren Punkten des Schwarzmilzferners durch. Bei einer Genauigkeit von ± 3 m gab Mayer eine maximale Dicke des Gletschereises von 21,6 m an. Mader hält diese Messwerte für zu niedrig. Nach seinen Berechnungen hätte bei einer solch geringen Eisdicke der Schwarzmilzferner bereits 1965 fast völlig abgeschmolzen sein müssen.

## Höhenänderung und Gletscherschwund
Anfang der 1960er Jahre erreichte die Fläche des Schwarzmilzferners mit etwa 6 bis 7 ha ein vorläufiges Minimum. Bei der letzten Messung 1985 hatte er sich wieder auf rund 9 ha ausgebreitet. Mader berechnete unter Heranziehung der Alpenvereinskarte von 1907 folgende Werte für die mittlere Höhenänderung der Oberfläche des Gletschers: Von 1903 bis 1952 betrug die mittlere jährliche Höhenänderung −0,59 m; von 1952 bis 1971 betrug die mittlere jährliche Höhenänderung +0,09 m; und von 1971 bis 1985 betrug die mittlere Höhenänderung jährlich +0,44 m.
Mader schreibt über die Entwicklung am Schwarzmilzferner:
„Einem Einsinken der Gletscheroberfläche von 1903 bis 1965 von im Mittel 31 m steht eine Aufhöhung von 1965 bis 1985 um 11 m gegenüber. Bei einem erneuten Auftreten einiger gletschergünstiger Jahre ist eine Reaktivierung der Eisbewegung nicht auszuschließen. Auf dem Gletscher müßte dann auch wieder mit Spaltenbildung gerechnet werden. Sollte sich jedoch eine ähnlich gletscherungünstige Witterung wie zwischen 1930 und 1950 einstellen, so wäre der Bestand des Schwarzmilzferners mittelfristig gefährdet.“
Der Meteorologe Schug schrieb 1996, das „Eiszeitrelikt“ Schwarzmilzferner werde „wohl gänzlich verschwinden, umso rascher, wenn die Klimaveränderung im Allgäu vor allem mit trockenen Wintern und warmen Spätsommern einhergeht.“

Im Jahr 2015 wurde eine verbleibende Gletscherdicke von weniger als 10 Metern berichtet. Mit dem vollständigen Verschwinden innerhalb weniger Jahre sei zu rechnen. In einem Fernsehbericht aus dem Jahr 2020 sprach Mayer ebenfalls vom baldigen Verschwinden des Gletschers.